# سابرينا إيونيسكو
سابرينا إلين سابرينا (/jəˈnɛskjuː/ yə-NESS-kew؛ من مواليد 6 ديسمبر 1997) هي لاعبة كرة سلة أمريكية محترفة في فريق نيويورك ليبرتي التابع لرابطة كرة السلة الوطنية للسيدات (الاتحاد الوطني لكرة السلة النسائية). تعتبر على نطاق واسع واحدة من أعظم لاعبي الرماية الثلاثية على مر العصور. لقد تم اختيارها ثلاث مرات كأحد نجوم الاتحاد الوطني لكرة السلة النسائية وفريق الاتحاد الوطني لكرة السلة النسائية بالكامل، وحصلت على الميدالية الذهبية الأولمبية مع المنتخب الوطني للولايات المتحدة.
لعبت سابرينا كرة السلة الجامعية لفريق أوريغون داكس، حيث فازت مرتين بجائزة جون آر وودن وكأس وايد، وحصلت على لقب أفضل لاعبة على المستوى الوطني كطالبة كبيرة. لقد حققت الرقم القياسي في الثلاثيات المزدوجة في القسم الأول وهي قائدة مؤتمر باك-12 في التمريرات الحاسمة على مر العصور. يُعتبر سابرينا أحد أعظم اللاعبين الجامعيين في التاريخ، وتم اختيارها أولاً من قبل فريق نيويورك ليبرتي في مسودة الاتحاد الوطني لكرة السلة النسائية لعام 2020. في عام 2023، حطمت الرقم القياسي لموسم واحد في الاتحاد الوطني لكرة السلة النسائية في الرميات الثلاثية والرقم القياسي لمسابقة الاتحاد الوطني لكرة السلة النسائية للرميات الثلاثية. قادت فريق ليبرتي إلى أول بطولة دوري في العام التالي.

## وقت مبكر من الحياة
وُلِدت سابرينا في والنات كريك، كاليفورنيا، لأبوين رومانيين أمريكيين. هرب والدها، دان سابرينا، من رومانيا الشيوعية في وقت ثورة 1989، وسعى للحصول على اللجوء السياسي في الولايات المتحدة. كان يأمل أن تتمكن زوجته آنذاك، ليليانا بلاج، وابنهما أندريه من الانضمام إليهما في غضون بضعة أشهر، لكنهما لم يتمكنا من الانتقال إلى الولايات المتحدة حتى عام 1995. بحلول ذلك الوقت، كان دان يمتلك خدمة ليموزين في شمال كاليفورنيا، حيث اختار الاستقرار هناك لأنه كان لديه العديد من أفراد العائلة الممتدة في تلك المنطقة. كانت سابرينا تبلغ من العمر ثلاث سنوات تقريبًا عندما التقطت كرة السلة لأول مرة. لديها شقيق توأم اسمه إدوارد ("إيدي")، والذي ولد بعد 18 دقيقة منها. لعب إيدي كرة السلة في كلية مدينة سان فرانسيسكو قبل الانتقال إلى ولاية أوريغون؛ وكان طالبًا فقط في العام الدراسي 2018-2019 قبل الانضمام إلى فريق كرة السلة للرجال في داكس في 2019-2020. نشأت سابرينا إيونيسكو في أسرة تتحدث اللغة الرومانية.
في مقابلة عام 2019 مع آفا والاس من صحيفة واشنطن بوست، اعترفت سابرينا بأنها "هدافة طبيعية"، لكنها قالت إن معظم مهاراتها الأخرى جاءت من اللعب جنبًا إلى جنب مع الأولاد والفتيات الأكبر سنًا في طفولتها:
عندما كنت أصغر سنًا، كنت ألعب دائمًا مع زملائي، وكان عليّ إيجاد طرق للحصول على الكرة، لأنهم لم يرغبوا أبدًا في تمريرها إليّ. لذلك فكرتُ أنه إذا استطعتُ التقاط الكرة، فسأتمكن من الحصول عليها بنفسي. ثم فيما يتعلق بالتمرير، عندما كنت في الصف السادس ألعب مع فريق الصف الثامن، كنتُ أقصر بكثير، وأنحف، وأصغر منهم حجمًا. كان عليّ فقط إيجاد طرق للتأثير على المباراة بخلاف التسديد أو التسجيل، وهذا هو التمرير.

التحقت سابرينا بمدرسة متوسطة لم يكن بها ما يكفي من اللاعبين لتشكيل فريق للفتيات، ورفضت مدرستها السماح لها باللعب في فريق الأولاد. تذكرت قائلةً: "قالت مدرستي الإعدادية إنه يجب عليّ اللعب بالدمى. صدقًا، حرفيًا". فاستجابت بتجنيد عدد كافٍ من الفتيات لتمكين مدرستها من تكوين فريق.

## مدرسة ثانوية

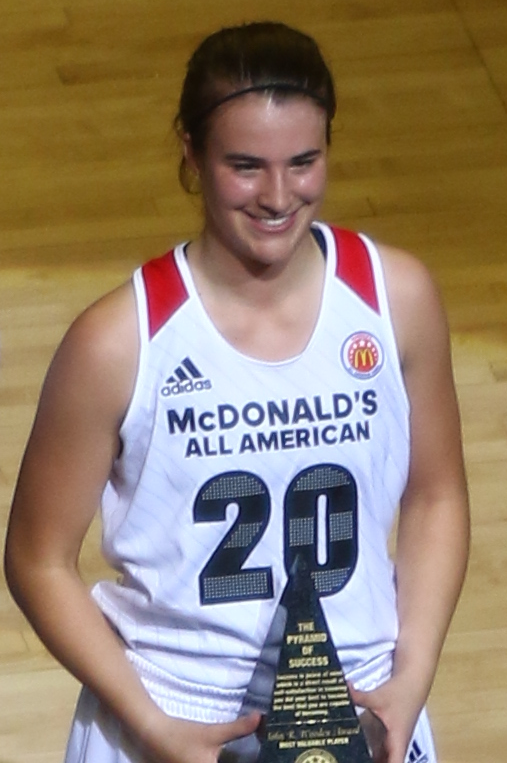
سابرينا إيونيسكو هي أفضل لاعبة في لعبة ماكدونالدز الأمريكية للفتيات لعام 2016

كانت سابرينا لاعبة فائزة في فريق كرة السلة الجامعي لمدة أربع سنوات في مدرسة ميرامونتي الثانوية في أوريندا، كاليفورنيا تحت قيادة المدرب الرئيسي كيلي سوباك.
في عام 2012-2013، بدأت 14 مباراة من أصل 29 مباراة وبلغ متوسطها 13.8 نقطة و3.9 تمريرة حاسمة و3.9 سرقة في المباراة الواحدة لمساعدة فريقها على تحقيق رقم قياسي 27-3 واحتلال المركز الثاني في القسم الثاني من قسم شمال كاليفورنيا.
في عام 2013-2014، ساعدت سابرينا فريقها على تحقيق رقم قياسي بلغ 30-2.
خلال عامها الدراسي الثاني، حققت سابرينا متوسط 18.7 نقطة و7.7 كرة مرتدة و4.2 تمريرة حاسمة و4.7 سرقة في المباراة الواحدة، وساعدت مدرسة ميرامونتي الثانوية على تحقيق رقم قياسي 30-2 مع ظهورها في الدور نصف النهائي لقسم CIF المفتوح.
في عامها الأخير، قادت ميرامونتي إلى مباراة لقب القسم المفتوح CIF بعد أن حققت متوسط 25.3 نقطة، و8.8 تمريرة حاسمة، و7.6 كرة مرتدة، و4.5 سرقة، و1.3 صد في المباراة الواحدة. سجلت ثلاثية مزدوجة في خسارة مباراة البطولة أمام تشاميناد برصيد 24 نقطة و10 تمريرات حاسمة و10 كرات مرتدة. كما أطلقت سابرينا تسديدة قوية من منتصف الملعب في اللحظات الأخيرة من الشوط الأول. حصلت على تكريمات وطنية بما في ذلك لاعبة كرة السلة للفتيات في الولايات المتحدة الأمريكية لهذا العام، ولاعبة العام في ماكس بريبس، ولاعبة العام في ولاية كاليفورنيا هاي سبورتس السيدة لكرة السلة، ولاعبة العام في ولاية جاتوريد. تم اختيار سابرينا ضمن قائمة جميع العلامات التجارية الأمريكية لماكدونالدز وجوردان براند جميع العلامات التجارية الأمريكية. تم اختيارها كأفضل لاعبة في مباراة ماكدونالدز الأمريكية بعد تسجيلها 25 نقطة، بما في ذلك سبع رميات ثلاثية، مع 10 كرات مرتدة.
غادرت سابرينا ميرامونتي بسجل فوز وخسارة بلغ 119-9 ورقم قياسي للمدرسة بلغ 2606 نقطة. كما أنها صاحبة الرقم القياسي في التمريرات الحاسمة (769)، والسرقات (549)، والثلاثيات المزدوجة (21). بالإضافة إلى الرقم القياسي في مسيرته المهنية، حققت سابرينا أيضًا أفضل ثلاثة أرقام تسجيلية في موسم واحد في ميرامونتي برصيد 598 (2013-2014)، و760 (2014-2015)، و834 (2015-2016). كما حققت سابرينا الرقم القياسي في التسجيل في مباراة واحدة بـ 43 نقطة ضد مدرسة باينوود الثانوية أثناء اللعب في فريق مزدوج وثلاثي والرقم القياسي في مباراة واحدة في التمريرات الحاسمة بـ 19 في مدرسة دبلن الثانوية.
كانت سابرينا هي حارس النقاط المصنف رقم 1 واللاعب رقم 4 بشكل عام في فئة التجنيد لعام 2016. وفقًا لأفا والاس من صحيفة واشنطن بوست، اختارت سابرينا ولاية أوريغون "لأنها أرادت أن تكون الأفضل في أوريغون، وليس فقط في مكان آخر". في ذلك الوقت، كانت أعلى لاعبة مجندة تصنيفًا على الإطلاق تلتزم بكرة السلة في أوريغون. ومع ذلك، واجهت صعوبة في اختيار الكلية التي ترغب في الالتحاق بها، ولم توقع على خطاب النوايا الوطني مع أي مدرسة خلال فترة التوقيع المبكر في نوفمبر/تشرين الثاني 2015 أو الفترة المتأخرة في أبريل/نيسان 2016. قررت سابرينا أخيرًا الانضمام إلى ولاية أوريغون قبل بدء الفصل الدراسي الصيفي لعام 2016، حيث سافرت مع والدها بالسيارة لمدة 8 ساعات من منزلهم في منطقة الخليج إلى يوجين، وقامت بزيارة غير معلنة إلى ساحة ماثيو نايت وأخبرت المدربة الرئيسية كيلي جريفز أنها ستنضم إلى الفريق.

## المسيرة الجامعية

### موسم السنة الأولى
في 13 نوفمبر 2016، شاركت سابرينا لأول مرة على مستوى الجامعة مع أوريغون، مسجلة 11 نقطة في فوز 84-67 على لامار. سجل سابرينا أربعة ثلاثية مزدوجة، واحدة أقل من الرقم القياسي لـ باك-12 واثنتين أقل من الرقم القياسي لـ الرابطة الوطنية لرياضة الجامعات. وسجلت في المتوسط 14.6 نقطة و6.6 كرة مرتدة و5.5 تمريرة حاسمة في المباراة الواحدة، لتحتل المركز الثاني في الفريق في التسجيل والارتداد، والأول في التمريرات الحاسمة. كما سجلت سبعة أرقام مزدوجة، واحتلت المركز الثالث في باك-12 والمركز 29 في الرابطة الوطنية لرياضة الجامعات مع 183 تمريرة حاسمة هذا العام. كانت نسبة مساعداتها إلى خسائرها 1.93 إلى 1 هي ثاني أفضل نسبة في باك-12. تم تسميتها بـ باك-12 Freshman of Week أربع مرات وتم تسميتها بـ رابطة كتاب كرة السلة الأمريكية اللاعب الوطني لهذا الأسبوع. في نهاية الموسم العادي، تم اختيارها كأفضل لاعبة جديدة في باك-12 وتم اختيارها بالإجماع ضمن فريق All-باك-12 وفريق باك-12 جميع الطلاب الجدد. بالإضافة إلى ذلك، حصلت على جائزة أفضل طالبة جديدة على المستوى الوطني في رابطة كتاب كرة السلة الأمريكية المقدمة من رابطة كتاب كرة السلة في الولايات المتحدة.

### موسم السنة الثانية
ارتفعت شهرة سابرينا على المستوى الوطني في عامها الثاني، حيث قادت فريق داكس إلى لقبهم الثالث في الموسم العادي في الدوري على مر العصور وأول تصنيف رقم 1 على الإطلاق في بطولة كرة السلة النسائية باك-12. لقد تصدرت باك-12 في التسجيل (19.2) والتمريرات الحاسمة، حيث قدمت 7.8 تمريرة حاسمة في المباراة الواحدة، وهو خامس أعلى معدل في البلاد. لقد حققت 16 نقطة مزدوجة هذا الموسم و14 مباراة بـ 20 نقطة. سجلت 10 تمريرات حاسمة 13 مرة هذا الموسم، وبلغ مجموع تمريراتها الحاسمة 14 مرتين، وهو أعلى رقم لها هذا الموسم. في 26 فبراير 2018، تم اختيار سابرينا كأفضل لاعب كرة سلة جامعية في الأسبوع من قبل إي إس بي إن سيدات. بعد موسمها الثاني، اختيرت كأفضل لاعبة كرة سلة نسائية في مؤتمر باك-12 لهذا العام، كما تم اختيارها ضمن الفريق الأول أمريكي بالكامل من قبل إي إس بي إن. وفازت ولاية أوريغون أيضًا ببطولة باك-12 للمرة الأولى منذ عام 2000. تم ترشيحها للفوز بجائزة نانسي ليبرمان كأفضل لاعبة في مركز حراسة النقاط في القسم الأول للسيدات بعد الموسم، وكانت أيضًا من المرشحين النهائيين لجائزة نايسميث. أصبحت سابرينا قائدة فريق السيدات في الرابطة الوطنية لرياضة الجامعات في الثلاثيات المزدوجة على مر العصور، متخلفة فقط عن لاعب فريق الرجال السابق في جامعة بريغام يونغ كايل كولينسوورث (بـ 12) بين جميع لاعبي الرابطة الوطنية لرياضة الجامعات.

### موسم الناشئين

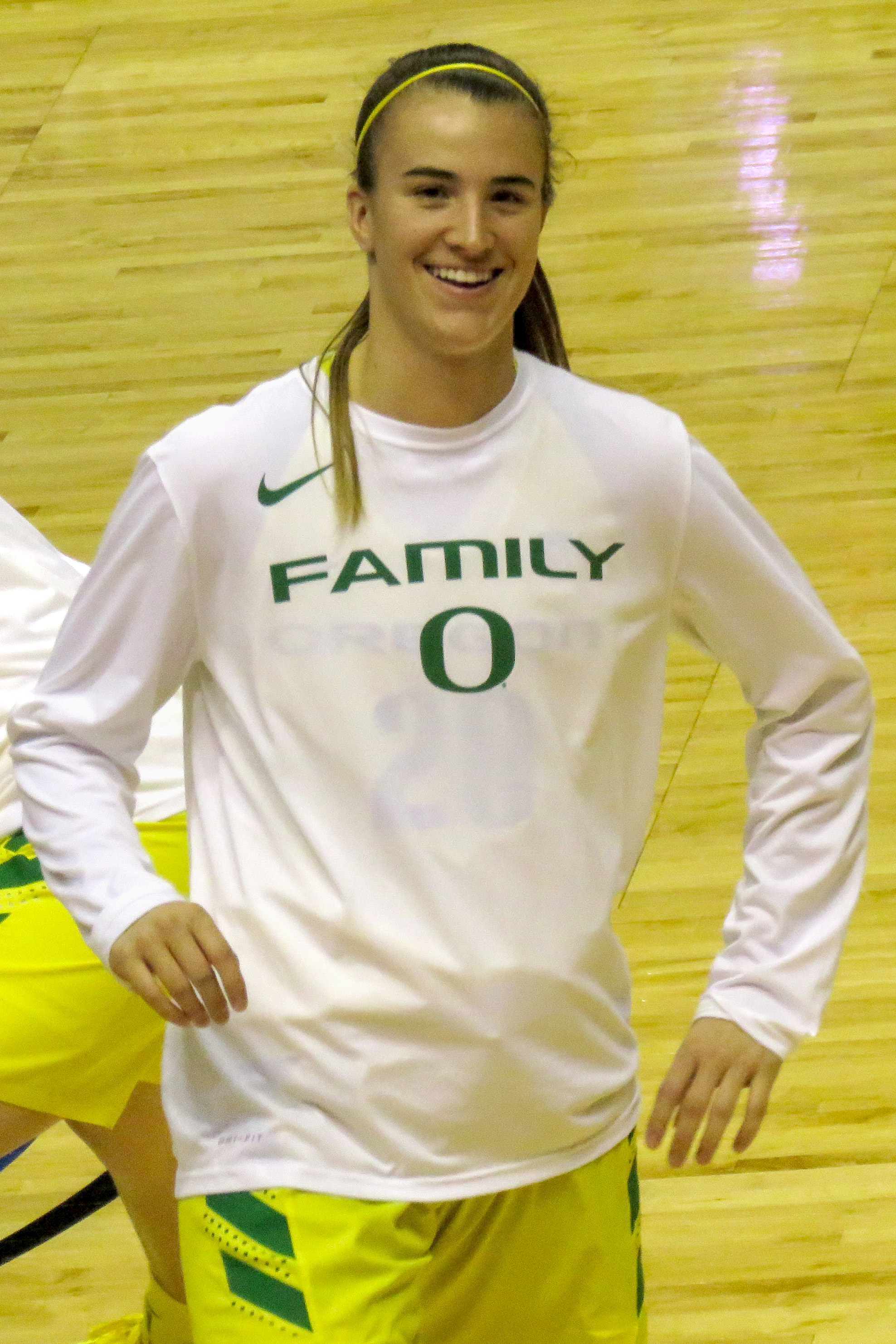
سابرينا إيونيسكو في بطولة باك-12 لعام 2019.

في 6 نوفمبر 2018، سجلت سابرينا ثلاثية مزدوجة الحادية عشرة في الفوز على ألاسكا فيربانكس. بعد اثني عشر يومًا، عادلت الرقم القياسي للثلاثية المزدوجة في الرابطة الوطنية لرياضة الجامعات، حيث حققت الثلاثية المزدوجة الثانية عشرة في الفوز على بافالو. في 20 ديسمبر 2018، سجلت سابرينا ثلاثية مزدوجة للمرة الثالثة عشرة في مباراة ضد القوات الجوية وحطمت الرقم القياسي للثلاثية المزدوجة في الرابطة الوطنية لرياضة الجامعات لكل من كرة السلة للرجال والسيدات. تم تسميتها لاحقًا كلاعبة الأسبوع في إي إس بي إن سيدات. منذ تلك المباراة، أضاف سابرينا خمسة ثلاثية مزدوجة أخرى ليصل إجمالي عدد التمريرات الحاسمة في الموسم إلى ثمانية عشر تمريرة، وحطم الرقم القياسي للتمريرات الحاسمة في كرة السلة النسائية بولاية أوريغون (608 تمريرات حاسمة سابقًا) في مباراة مؤتمر باك-12 ضد USC. في بطولة الرابطة الوطنية لرياضة الجامعات لعام 2019، قاد سابرينا فريق داكس إلى ظهوره الأول في الدور نصف النهائي بعد فوزه 88-84 على ولاية ميسيسيبي. وأنهى سابرينا المباراة برصيد 31 نقطة وثماني تمريرات حاسمة وسبع كرات مرتدة وسرقة واحدة. وفي الدور قبل النهائي، خسر البط أمام فريق بايلور، الذي أصبح بطلاً وطنياً في نهاية المطاف، بنتيجة 72-67. فازت سابرينا بجائزة جون ر. وودن وكأس وايد كأفضل لاعبة كرة سلة جامعية للسيدات في القسم الأول من الرابطة الوطنية لرياضة الجامعات.
على الرغم من أنها لعبت لمدة ثلاثة مواسم فقط، إلا أن سابرينا كانت مؤهلة للمشاركة في مشروع الاتحاد الوطني لكرة السلة النسائية لعام 2019 حسب العمر. بالإضافة إلى ذلك، ستحصل على درجة البكالوريوس في يونيو من ذلك العام. ومع ذلك، اعتقادًا منها أن لديها "عملًا غير مكتمل" في ولاية أوريغون، اختارت العودة لموسمها الأخير. جاء هذا الإعلان بعد وقت قصير من قبول سابرينا مكانًا في برنامج ماجستير مدته عام واحد تم إطلاقه حديثًا في مجال إنشاء العلامات التجارية في كلية الصحافة والاتصالات في ولاية أوريغون.

### موسم المحترفين
في المباراة الثانية من موسمها الأخير في 13 نوفمبر 2019، تجاوزت سابرينا حاجز 2000 نقطة و800 تمريرة حاسمة في مسيرتها الجامعية بفوزها 109-52 على ولاية يوتا. فشلت في تحقيق ثلاثية مزدوجة أخرى بتسجيلها 16 نقطة و12 تمريرة حاسمة و9 كرات مرتدة في المباراة، لكنها سجلت النقطة رقم 2012 في مسيرتها والتمريرات الحاسمة رقم 810 في مسيرتها. في الفوز على ستانفورد (87-55) المصنف رقم 3 آنذاك، سجل سابرينا أعلى عدد من النقاط في مسيرته وهو 37 نقطة إلى جانب 11 كرة مرتدة و7 تمريرات حاسمة، وحطم الرقم القياسي لأليسون لانج في تسجيل النقاط في ولاية أوريجون على الإطلاق وهو 2252 نقطة في الربع الثالث. في مباراة التنافس ضد ولاية أوريغون في 24 يناير 2020، سجل سابرينا 24 نقطة و9 تمريرات حاسمة و4 كرات مرتدة وحطم الرقم القياسي التاريخي لنجم ولاية أوريغون ورابطة كرة السلة الأمريكية غاري بايتون في بطولة باك-12 والذي بلغ 938 تمريرة حاسمة. هنأ بايتون سابرينا شخصيًا على هذا الإنجاز. في 14 فبراير 2020، سجلت سابرينا تمريرتها الحاسمة رقم 1000 في مسيرتها المهنية في مباراة ضد فريق جامعة كاليفورنيا في لوس أنجلوس المصنف رقم 7 وانضمت إلى كورتني فانديرسلوت باعتبارهما اللاعبتين الوحيدتين في تاريخ كرة السلة للرجال والسيدات في الرابطة الوطنية لرياضة الجامعات اللتين سجلتا أكثر من 2000 نقطة وأكثر من 1000 تمريرة حاسمة. بعد عشرة أيام، في فوز البط 74-66 على ستانفورد المصنف رقم 4، أصبحت أول لاعبة في الرابطة الوطنية لرياضة الجامعات على الإطلاق تحصل على 2000 نقطة و1000 تمريرة حاسمة و1000 كرة مرتدة في مسيرتها. وسجلت سابرينا أيضًا ثلاثية مزدوجة الثامنة لها هذا الموسم، لتعادل رقمها القياسي في موسم واحد في الرابطة الوطنية لرياضة الجامعات من الموسم السابق. في وقت سابق من ذلك اليوم، كانت المتحدثة الرئيسية في حفل تأبين كوبي براينت، الذي أصبح صديقًا شخصيًا مقربًا خلال العامين السابقين، وسافر بالطائرة من لوس أنجلوس إلى منطقة الخليج فورًا بعد خطابها.
في 14 أبريل 2020، تم اختيار سابرينا كفائزة بجائزة هوندا الرياضية كأفضل لاعبة كرة سلة جامعية في البلاد. فاز سابرينا بجائزة لاعب العام من وكالة أسوشيتد برس، وجائزة لاعب العام من كلية نايسمث، وجائزة لاعب العام على مستوى الولايات المتحدة الأمريكية من رابطة لاعبي كرة السلة المحترفين، وجائزة جون ر. وودن، وكأس وايد. حصلت سابرينا على جائزة نانسي ليبرمان للموسم الثالث على التوالي.

### التأثير في ولاية أوريغون
وفقًا لمدرب فريق داكس، كيلي جريفز، أتيحت لسابرينا في عام 2019 "فرصة أن يكون لاعبًا بمستوى ماركوس ماريوتا، لاعبًا موهوبًا في فريق أوريغون داكس". وأشار إلى أن الحضور في مباريات أوريغون النسائية قد ازداد بشكل ملحوظ خلال مسيرة سابرينا في المدرسة. في الموسم الذي سبق وصولها، كان متوسط الحضور المعلن على أرض الفريق 1,501. شهد موسمها الثاني حضورًا متوسطًا بلغ أكثر من 4200 شخص؛ وارتفع إلى أكثر من 7100 شخص في موسمها الثالث وأكثر من 10000 شخص في موسمها الأخير. كان سابرينا أيضًا عامل جذب كبير عندما ذهبت أوريغون إلى الطريق؛ على سبيل المثال، عندما زارت البط واشنطن خلال موسمها الصغير، كان عدد الحضور في تلك المباراة أكثر بنحو 3000 شخص من العدد الذي جذبه فريق هاسكيز قبل ليلتين ضد ولاية أوريغون.
لقد ثبت أن تصريحات جريفز حول المكانة المستقبلية لسابرينا في ولاية أوريجون كانت نبوئية. بعد وقت قصير من نهاية موسمها الأخير قبل الأوان (بسبب جائحة كوفيد-19)، أجرت الجامعة استطلاعًا بين المشجعين على وسائل التواصل الاجتماعي، وطلبت منهم تسمية أربعة من خريجي ولاية أوريغون الذين سيضعونهم على جبل راشمور الوطني للجامعة. وفقًا لقصة نُشرت عام 2020 في مجلة الجامعة الإلكترونية أوريغون، تم تقديم أكثر من 70 اقتراحًا، لكن الخيارات الأربعة الأولى كانت ماريوتا، وستيف بريفونتين، وفيل نايت، وسابرينا. كما قال مؤلف القصة داميان فولي،
نعم، تعتبر سابرينا إيلين إيونيسكو، التي حصلت على شهادتها في عام 2019 فقط، من قبل مشجعي جامعة أوريغون واحدة من أعظم أربع بطات على الإطلاق، إلى جانب عظماء مثل ماركوس ماريوتا، وستيف بريفونتين، والخريج الذي شارك في تأسيس شركة نايكي وجعل حرم فيل وبيني نايت لتسريع التأثير العلمي ممكنًا.

## المسيرة المهنية

### رابطة كرة السلة النسائية الأمريكية

#### نيويورك ليبرتي (2020 حتى الآن)

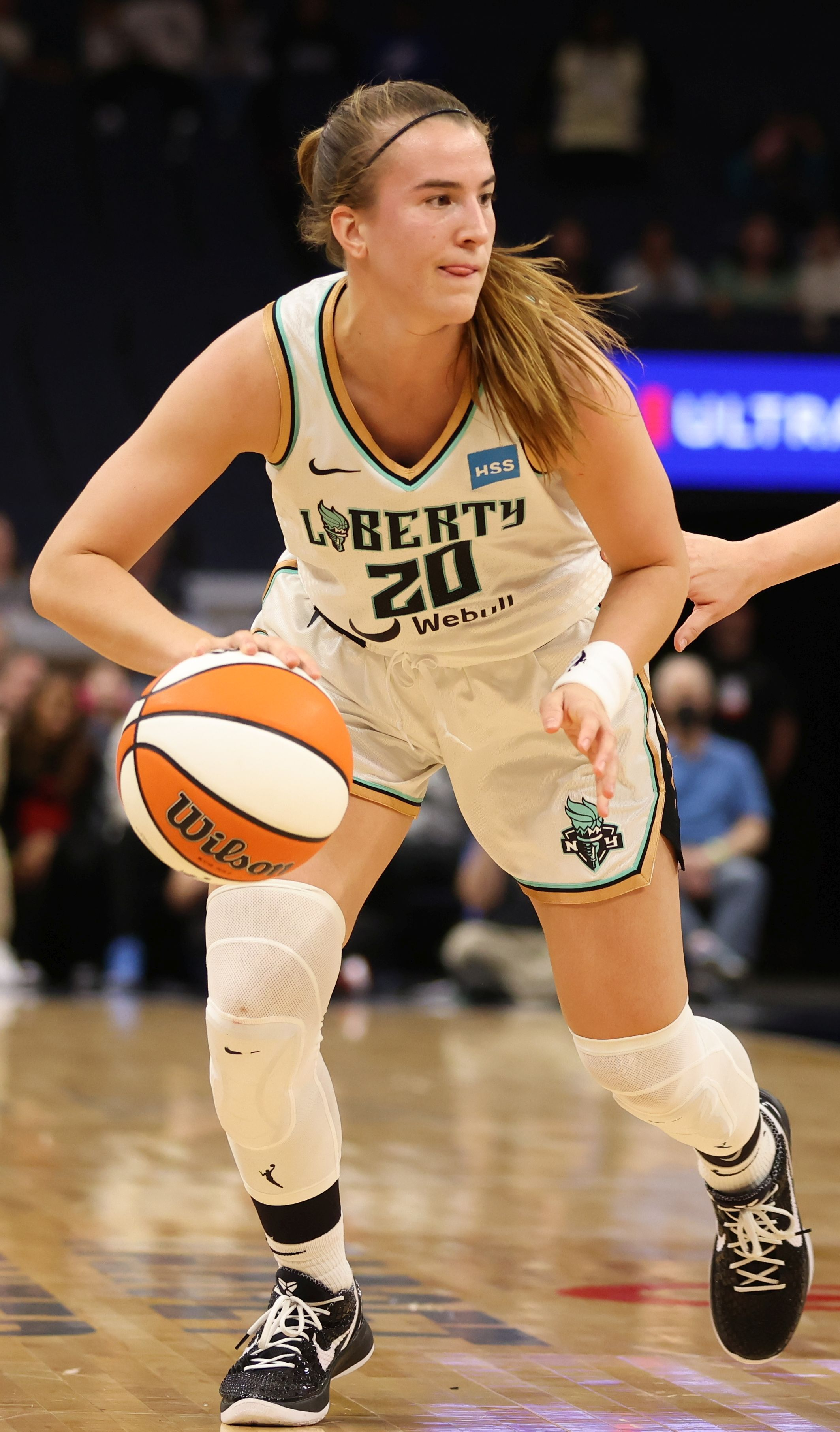
سابرينا مع فريق نيويورك ليبرتي في عام 2022

بلغت سابرينا 22 عامًا في ديسمبر 2019، مما يجعلها مؤهلة للإعلان عن مشروع الاتحاد الوطني لكرة السلة النسائية لعام 2019. خلصت مسودة تجريبية في يناير 2019 أجرتها إي إس بي إن، والتي تضمنت مدخلات من موظفي الاتحاد الوطني لكرة السلة النسائية ومحللي كرة السلة النسائية في إي إس بي إن، إلى أن سابرينا كانت الاختيار الأول المحتمل إذا أعلنت ذلك. ومع ذلك، أعلنت سابرينا في رسالة مفتوحة نُشرت في صحيفة منبر اللاعبين في 6 أبريل 2019، في اليوم التالي لخسارة أوريغون أمام بايلور في الدور قبل النهائي وأربعة أيام قبل المسودة، أنها ستعود إلى أوريغون لموسمها الأخير.
في 17 أبريل 2020، اختار فريق نيويورك ليبرتي سابرينا بالاختيار الأول الشامل في مسودة الاتحاد الوطني لكرة السلة النسائية لعام 2020. لعبت أول مباراة لها مع فريق ليبرتي في 25 يوليو. في مباراتها الثانية في الاتحاد الوطني لكرة السلة النسائية في 29 يوليو ضد فريق دالاس وينجز، سجلت 33 نقطة و7 تمريرات حاسمة و7 كرات مرتدة في 34 دقيقة من اللعب.
في 1 أغسطس 2020، أصيبت سابرينا في كاحلها الأيسر في الربع الثاني ضد فريق أتلانتا دريم. تم تشخيص حالتها في اليوم التالي بإصابة بالتواء من الدرجة الثالثة، وكان من المتوقع أن تغيب عن الملاعب لمدة شهر تقريبًا أثناء تعافيها. وفي النهاية، لم تتمكن من اللعب مرة أخرى لبقية موسمها الاحترافي الأول. اشتكت من عدم إمكانية اعتبارها مبتدئة في موسمها الثاني من اللعب في الاتحاد الوطني لكرة السلة النسائية على الرغم من أنها لعبت مباراتين في موسمها الأول.

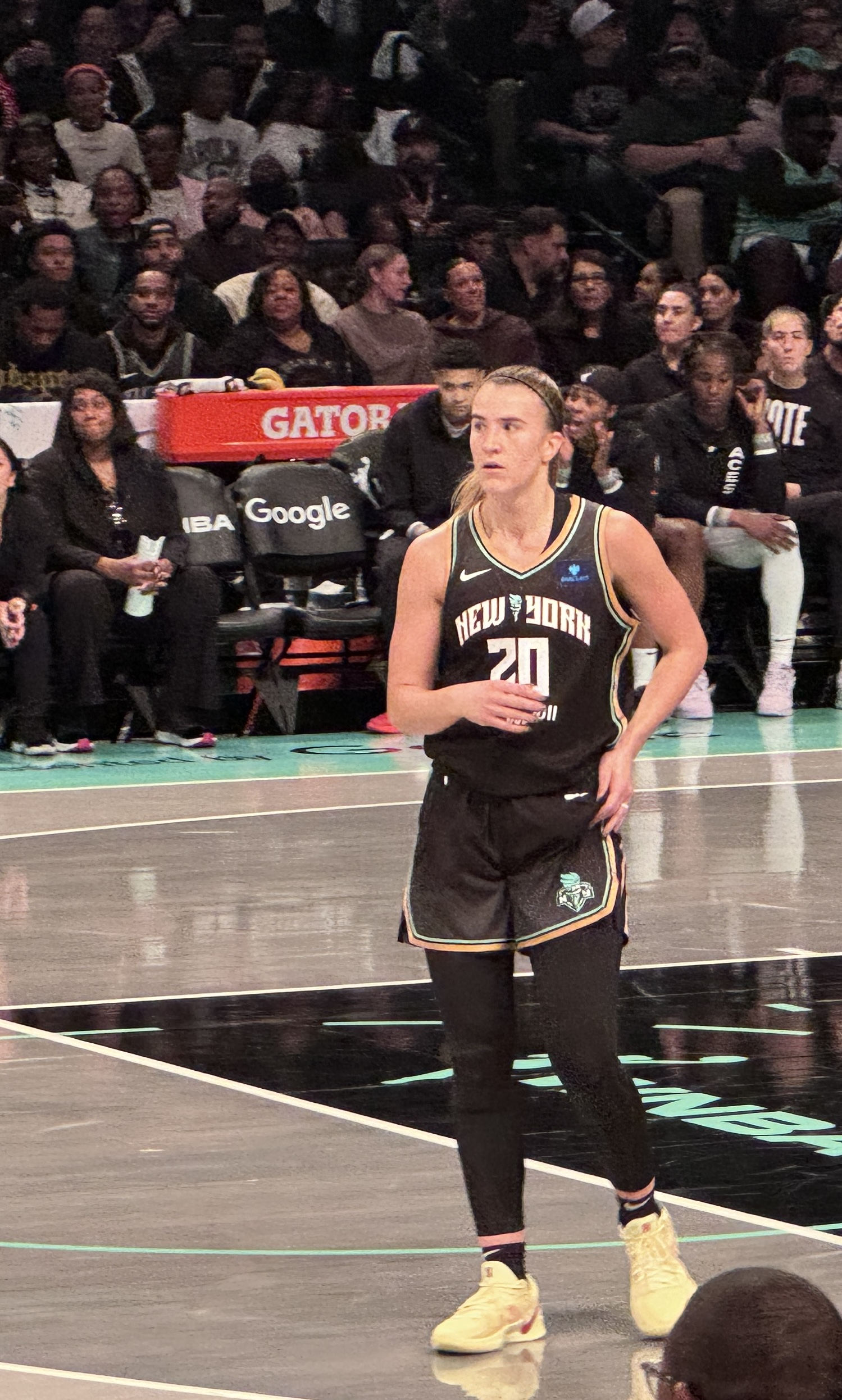
سابرينا إيونيسكو في الملعب لصالح فريق نيويورك ليبرتي، 29 سبتمبر 2024

في الموسم التالي، في 18 مايو 2021، سجلت سابرينا أول ثلاثية مزدوجة في مسيرتها المهنية في مباراتها السادسة. سجلت 26 نقطة و12 تمريرة حاسمة و10 كرات مرتدة، وأصبحت أسرع لاعبة في تاريخ اتحاد كرة السلة النسائي الأميركي تسجل ثلاثية مزدوجة. وكانت هذه أيضًا أول ثلاثية مزدوجة لفريق ليبرتي، فضلاً عن كونها العاشرة في تاريخ الدوري.
في 6 يوليو 2022، سجلت سابرينا 31 نقطة و13 كرة مرتدة و10 تمريرات حاسمة لتسجل أول ثلاثية مزدوجة من 30 نقطة في تاريخ اتحاد كرة السلة النسائي الأمريكي.
تقدم سابرينا وليبرتي إلى نهائيات الاتحاد الوطني لكرة السلة النسائية في مواسم متتالية (2023 و 2024). لقد هُزموا أمام فريق لاس فيغاس آيسز في عام 2023، بنتيجة 3 مباريات مقابل 1. في الموسم التالي، لعبوا ضد فريق مينيسوتا لينكس. في المباراة الثالثة ضد مينيسوتا، سجل سابرينا ثلاثية الفوز ليعطي ليبرتي التقدم 2-1 في السلسلة. في المباراة الخامسة، كان أداءها سيئًا في تسديد الكرة، لكنها ساهمت في قيادة ليبرتي بـ 8 تمريرات حاسمة و 7 كرات مرتدة، 6 منها كانت دفاعية، بالإضافة إلى سرقتين و 1 صد في المباراة الخامسة، مما ساعد الفريق على الفوز بأول بطولة له في تاريخ الامتياز.

### منقطع النظير

#### فانتوم بي سي (2025 حتى الآن)
في 23 ديسمبر 2024، تم الإعلان عن سابرينا باعتبارها المكان النهائي في قائمة الموسم الافتتاحي لعام 2025 من منقطع النظير، دوري كرة السلة النسائي 3 ضد 3 الذي أسسته نافيسا كولير وبريانا ستيوارت، حيث وقعت صفقة "تضعها في فئة خاصة بها" داخل الدوري. وقعت سابرينا مع نادي فانتوم بي سي، لتنضم إلى زميلتها السابقة في الفريق الجامعي، ساتو سابالي، وتملأ المركز الأخير في البطاقة البرية للنادي.

## مسابقات الثلاث نقاط
في 14 يوليو 2023، سجلت سابرينا 37 نقطة في مسابقة الثلاث نقاط، وهو أعلى رقم في تاريخ اتحاد كرة السلة النسائي الأمريكي، حيث نجحت في تسجيل 25 من آخر 27 تسديدة لها. يحمل ستيفن كاري الرقم القياسي في الدوري الأميركي للمحترفين لكرة السلة بـ31 نقطة. لا تعد مسابقة الثلاث نقاط سجلاً موحدًا بين الاتحاد الوطني لكرة السلة النسائية وNBA، حيث أن مسافة التسديد وحجم الكرة ليسا متساويين.
في 17 فبراير 2024، تنافس سابرينا ضد ستيفن كاري في مسابقة ثلاثية النقاط خلال عطلة نهاية الأسبوع كل النجوم في الدوري الاميركي للمحترفين. سجلت 26 نقطة مقابل 29 نقطة لكاري.
تمت دعوة سابرينا للمشاركة في مسابقة عام 2024، لكنه رفض العرض.

## خارج الملعب

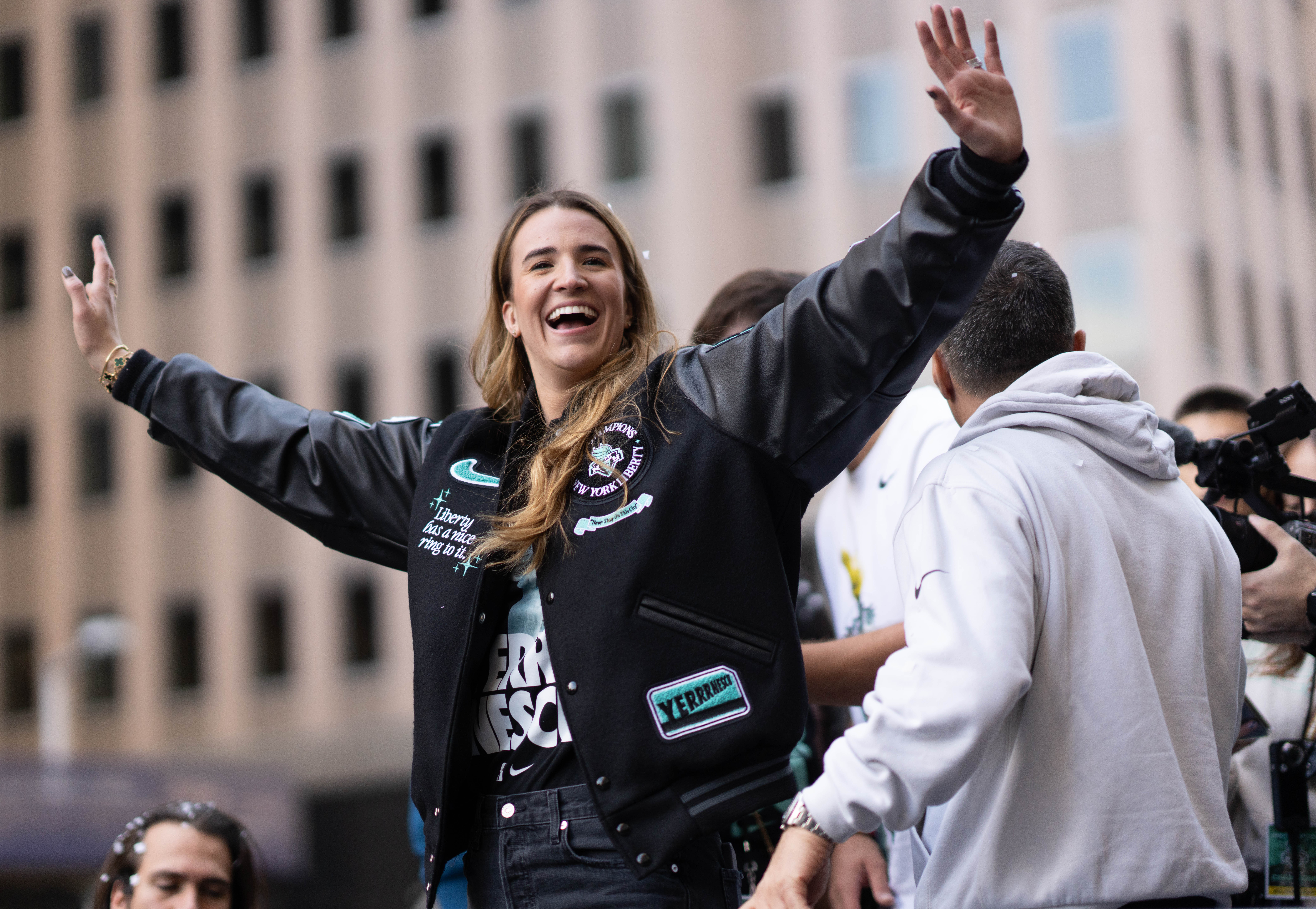
سابرينا في موكب بطولة نيويورك ليبرتي في عام 2024

في 17 أبريل 2020، وقعت سابرينا اتفاقية تأييد مع شركة نايكي، والتي ستشمل الأحذية والملابس المميزة. في 1 سبتمبر 2023، تم إصدار حذاء نايكي سابرينا 1 باعتباره أول حذاء يحمل توقيعها. في 11 نوفمبر 2022، عادت إلى جامعتها الأم، أوريغون، كمديرة للثقافة الرياضية. في 14 نوفمبر 2022، تم تصنيفها في قائمة فوربس 30 تحت 30 للرياضة.
منذ عام 2022، استضافت سابرينا عرض سابرينا إيونيسكو لفرق كرة السلة للفتيات في منطقة الخليج. في الآونة الأخيرة، أقيمت هذه المباريات في مدرسة كاروندوليت الثانوية للبنات، حيث تدربها مدربتها السابقة كيلي سوباك الآن، وفي مدرستها الشقيقة دي لا سال.

## مسيرته مع المنتخب الوطني

### كرة السلة 3x3
في أواخر أبريل 2018، دخلت سابرينا وزميلاتها في فريق أوريغون إيرين بولي وأوتيونا جيلدون وروثي هيبرد بطولة الولايات المتحدة الأمريكية الوطنية لكرة السلة للسيدات 3x3 في مركز التدريب الأوليمبي للولايات المتحدة في كولورادو سبرينجز، كولورادو. لم يسبق لسابرينا أن لعبت وفقًا لقواعد الاتحاد الدولي لكرة السلة 3x3، واعترفت بعد البطولة قائلةً: "كان عليّ أن أسأل عن القواعد قبل بدء المباريات". تكيفت بسرعة مع الشكل غير المألوف، وقادت فريقها إلى البطولة بينما لم تُهزم، كما تم اختيارها كأفضل لاعبة في البطولة. سيتم اختيار سابرينا وزميلاتها في فريق أوريغون ضمن الفريق الأمريكي المشارك في كأس العالم 3x3 لعام 2018 والذي سيقام في يونيو في الفلبين. في كأس العالم، كانوا الفريق الأصغر سنًا في الملعب، لكنهم اكتسحوا مجموعتهم، وهزموا حامل الكأس روسيا على طول الطريق. لقد أنهوا في المركز الخامس.

### دورة الألعاب الأولمبية الصيفية 2024
في يونيو 2024، تم اختيار سابرينا للانضمام إلى فريق الولايات المتحدة الأوليمبي للسيدات للتنافس في دورة الألعاب الأولمبية الصيفية 2024 في فرنسا إلى جانب زميلتها في فريق نيويورك ليبرتي، بريانا ستيوارت. هزمت سابرينا والولايات المتحدة فرنسا بنتيجة 67-66 في المباراة النهائية، مما أكسب سابرينا أول ميدالية ذهبية أوليمبية لها والميدالية الذهبية الثامنة على التوالي للولايات المتحدة.

## إحصائيات المهنة
| † | يشير إلى الموسم (المواسم) التي فاز فيها سابرينا ببطولة الاتحاد الوطني لكرة السلة النسائية |

### رابطة كرة السلة النسائية الأمريكية

#### الموسم العادي
الإحصائيات الحالية حتى نهاية موسم 2024

## الحياة الشخصية
سابرينا مسيحية أرثوذكسية رومانية. كانت قريبة من كوبي براينت، حيث أجرت معه جلسات تدريبية فردية، وتحدثت في احتفال كوبي وجيانا براينت بالحياة في مركز ستابلز في 24 فبراير 2020. كما أن سابرينا صديقة مقربة جدًا لزميلتها السابقة في الفريق روثي هيبرد.
في 10 مارس 2024، تزوجت سابرينا من لاعب وسط اتحاد كرة القدم الأميركي ولاعب كرة القدم السابق بجامعة أوريغون هرونيس جراسو، وهو أيضًا أمريكي من أصل روماني.

## روابط خارجية
- سابرينا إيونيسكو في أوريغون البطالبطينات أوريغون
- سابرينا إيونيسكو في كرة السلة الأمريكية (مؤلفة 1 يوليو 2015)
- سابرينا إيونيسكو في اللجنة الأولمبية الدولية
- سابرينا إيونيسكو في قاعدة بيانات الأفلام على الإنترنت